# Jeszenszky Dezső
Nagyjeszeni Jeszenszky Dezső (Nagyszentmiklós, 1864. március 19. – Igló, 1917. december 2.) színész, igazgató.

## Életútja
Az ősrégi nemesi származású evangélikus nagyjeszeni Jeszenszky családnak a sarja. Apja nagyjeszeni Jeszenszky Lajos (1826–1871), hites ügyvéd, anyja Szőllősy Szidónia (1843–1876); szüleit korán elvesztette és ekkor gyámjai az apai nagybátyja nagyjeszeni Jeszenszky Nándor (1830–1916), Nagyszentmiklós evangélikus lelkésze, 1848-49. évi honvédhadnagy, és neje Koós Ida (1836–1914) voltak. Az elsőfokú unokatestvére Jeszenszky Nándor evangélikus lelkésznek a fia, dr. nagyjeszeni Jeszenszky Géza (1867–1927), ügyvéd, politikus, hírlapíró, báró Bánffy Dezső miniszterelnöknek az egyik legbizalmasabb embere, a Magyarország Területi Épségének Védelmi Ligájának az egyik megindítója.
Szarvason járt gimnáziumba megszakításokkal, mert közben a pozsonyi hadapródiskolában is tanult három hónapig. Dolgozott a chemnitzi gazdasági gépgyárban is, majd 1882-ben leérettségizett. Három napra rá Orosházán, Szegedi Mihálynál lett színész. 1888-ban lett a besztercebányai színház igazgatója, rendszeresen írt a helyi lapokba tárcákat, verseket, elbeszéléseket. Társulatával az 1880-as években megfordult a Szepességben, Iglón és Lőcsén. Volt súgó és színházi titkár is. 1909. július 15-én ünnepelte Gölnicbányán a Rang és módban színészi működésének 25 éves jubileumát. 1913. július 1-jén vonult nyugdíjba. Szerkesztette a Korompa című lapot, később pedig az Auguszta hadibiztosító megbízottjaként dolgozott. A Vidéki Hírlapírók Országos Szövetségének tagja volt.
Első felesége Csáder Irén (?, 1870 – Pozsony, 1916. december 18.) színésznő, második neje Széll Erzsi (Minka, sz. 1880. augusztus 27.) színésznő volt.

## Működési adatai
1883–1886: Miklósy Gyula; 1887: Pesti Lajos; 1890: Hubay Gusztáv; 1892: Mezei János; Jáni János; 1893: Fekete Miksa; 1894–98: Báródi Károly; 1900–1905: Báródi Károly; közben 1902: Nagyszombat; 1905: Szabadhegyi; 1908–11: Szabados László; 1911: Márffy; 1912: Könyves.
Színházigazgató volt:
- 1888–1891 Besztercebányán és Magyaróváron
- 1898–1900 Selmecbányán és Gyöngyösön

## Könyve
- Vándorutamon, Szepesi Lapok, Igló, 1912.